# Ploërmel
Plöermel es una comuna nueva francesa situada en el departamento de Morbihan, de la región de Bretaña.

## Historia
Ploërmel fue una ciudad relativamente importante del ducado de Bretaña, llegándose a celebrar en ella sus Estados Generales en varias ocasiones. En 1351, durante la Guerra de Sucesión de Bretaña, tuvo lugar aquí el llamado Combate de los Treinta.
Fue creada el 1 de enero de 2019, en aplicación de una resolución del prefecto de Morbihan de 21 de diciembre de 2018 con la unión de las comunas de Monterrein y Ploërmel, pasando a estar el ayuntamiento en la antigua comuna de Ploërmel.

## Demografía
Según los datos aportados en la resolución del prefecto de Morbihan, la comuna nueva se crea con 10 603 habitantes.

## Composición
| Comuna fusionada | Código INSEE | Población  | Superficie (km²) | Densidad (hab./km²) |
| ---------------- | ------------ | ---------- | ---------------- | ------------------- |
| Monterrein       | 56138        | 392 (2016) | 7.01             | 56                  |
| Ploërmel         | 56165        | 57.82      | 9787 (2018)      | 1.7                 |

## Monumentos
- La maison des Marmousets, en el número 7 de la calle Beaumanoir, es una de las mansiones del siglo XVI que se encuentran en la población.[4]
- La iglesia de Saint-Armel, con portada de estilo gótico flamígero y renacentista, así como con sus vidrieras de los siglos XVI y XVII.[4]

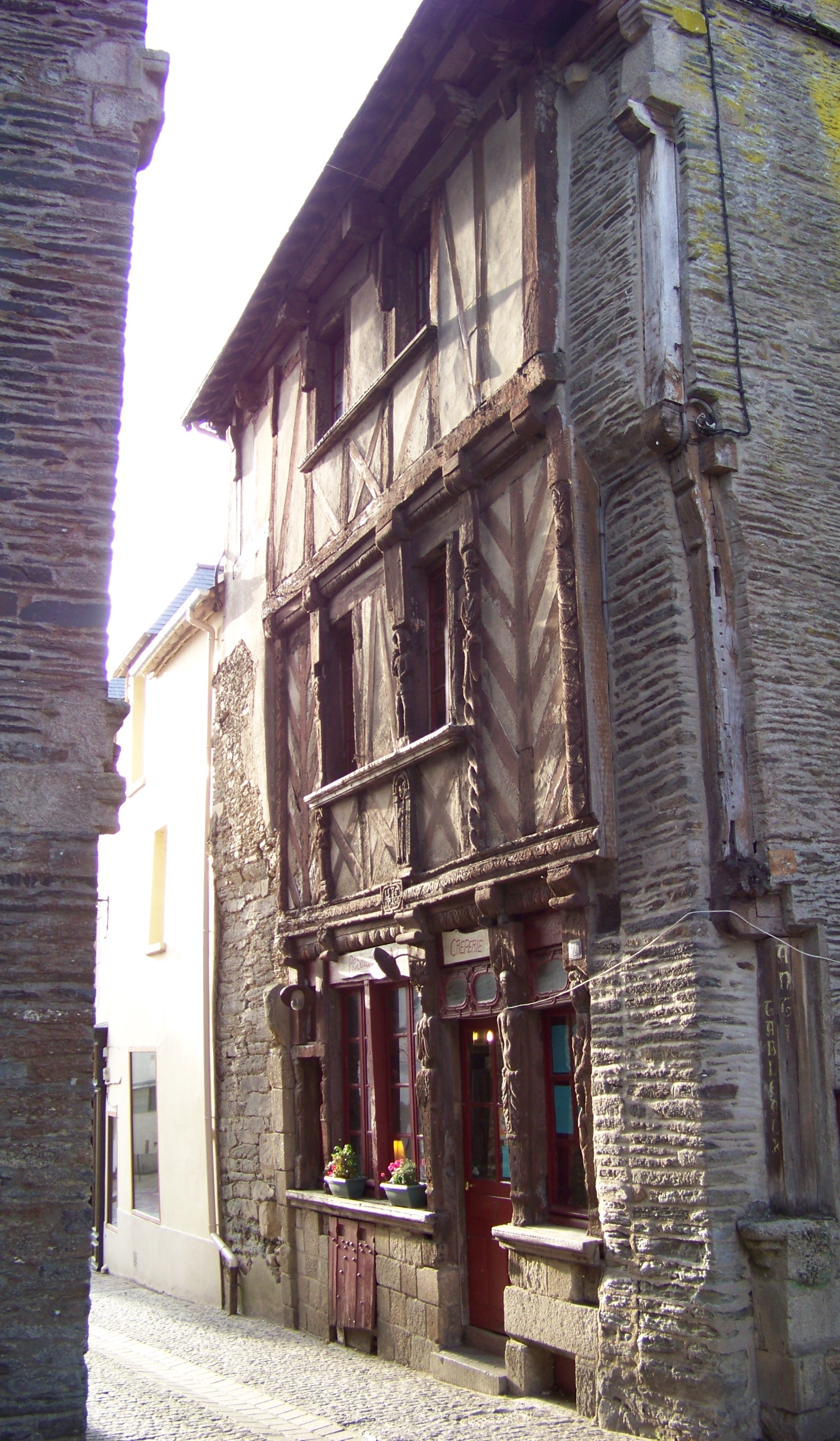
Maison des Marmousets
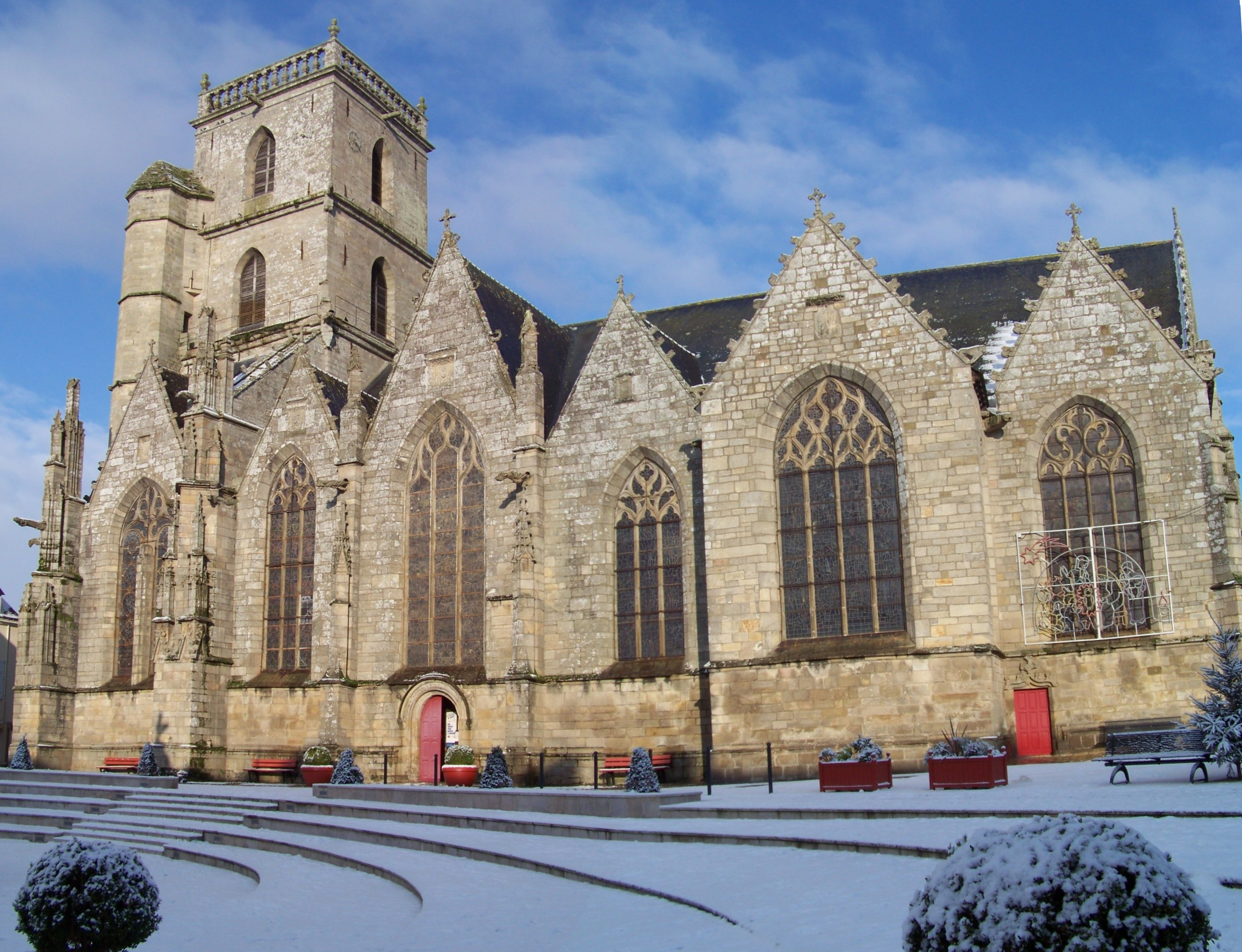
Iglesia de Saint-Armel.
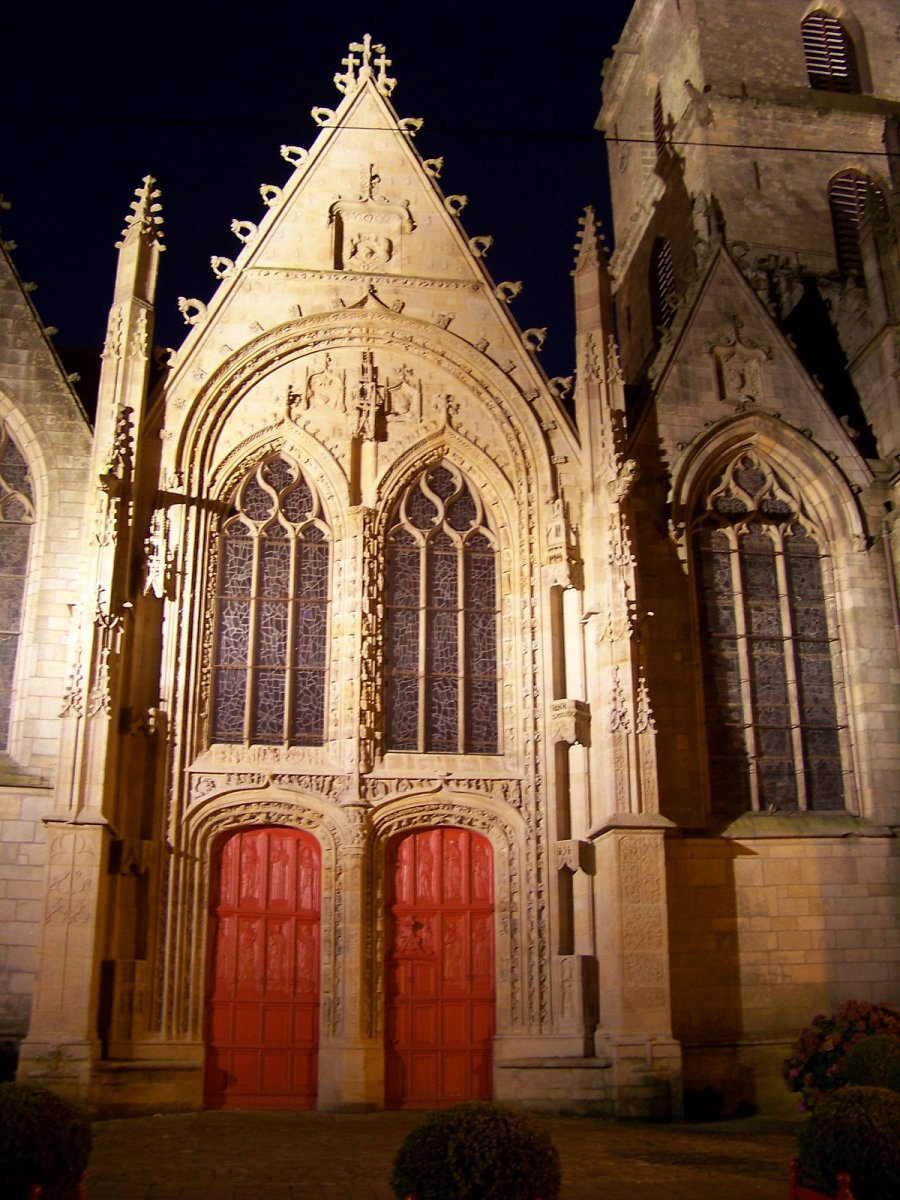
Portada norte de la iglesia de Saint-Armel.

## Ciudades hermanadas
- Apensen, Baja Sajonia, Alemania.
- Cobh, Munster, Cork, Irlanda.
- Dabola, Guinea.

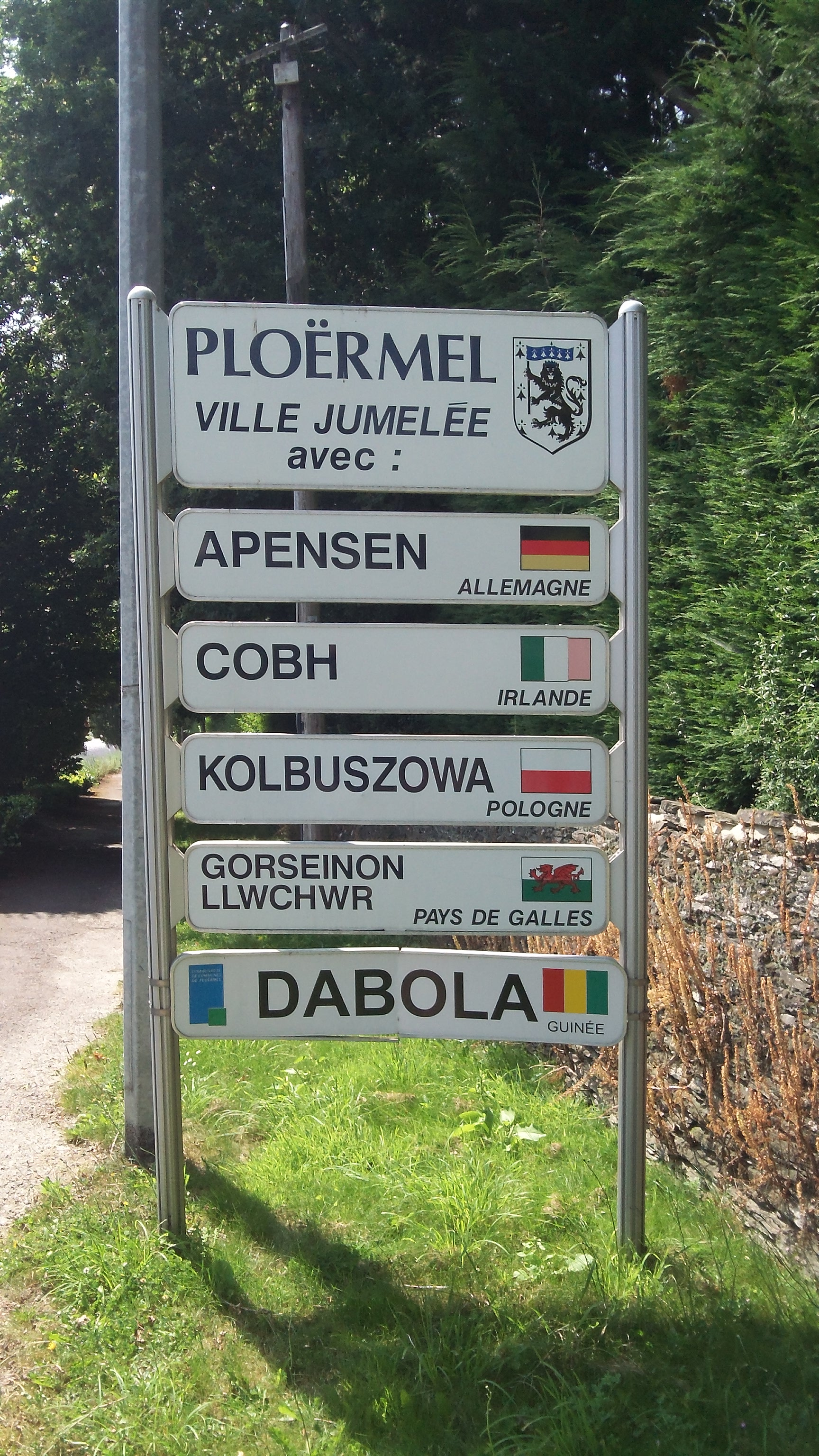
Hermanamientos.

- Gorseinon (Llwchwr, Gales, Reino Unido).
- Kolbuszowa, Subcarpacia, Polonia.